# Антик (история)

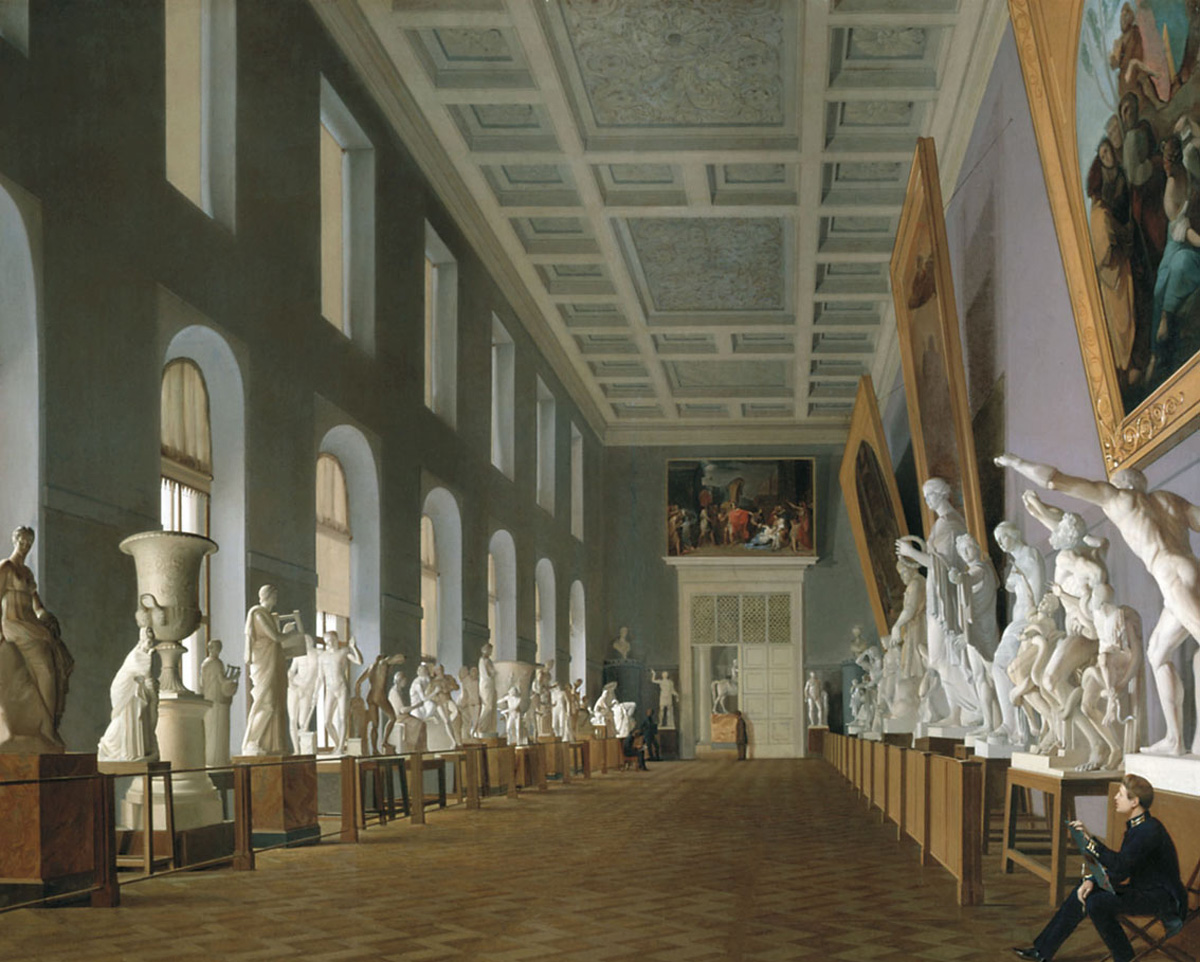
Г. К. Михайлов. «Вторая галерея антиков в Императорской Академии Художеств». 1836

Анти́к (от фр. antique — древний) — произведение искусства, материального быта, обычно периода античности, нередко — осколок, фрагмент, или даже гипсовый слепок.
В современной науке вытеснено понятием «памятник» (археологический) и «артефакт».

## Определение
По определению БСЭ — «материальный остаток античного мира, преимущественно художественного характера. Чаще всего под этим словом разумеется тот или иной памятник скульптуры. Увлечение антиками началось с эпохи Возрождения, когда они впервые стали предметами коллекционирования. В XVIII веке антики служили иногда художественным материалом для мастеров, которые вводили их в свои архитектурные, декоративные и садовые композиции».
Археолог Лев Клейн пишет, со ссылкой на Забелина, что в раннюю эпоху развития археологии словом «антик» именовали археологические находки античности. «Тогда, в начальную эпоху археологии, создавались в ведущих странах общества антиквариев, и хотя в русском языке нашлась тонкость, позволяющая отличить ученых-антиквариев от торговцев-антикваров, на деле различие в понимании объектов было не так уж велико. (…) Позже, когда научно-познавательные исторические задачи археологии выступили на первый план — эстетски-коллекционерский кунсткамерный душок, сопровождающий слово „антик“, отвратил от него ученую аудиторию, и ему на смену пришло слово „памятник“ (латинское „монумент“ в западноевропейской терминологии)», пишет он.
У акад. И. И. Давыдова в «Пробных листах общего словаря русского языка» в 1850-е годы пишет, что «Иностранцы под этим словом разумеют всех родов древние художественные произведения, сохранившиеся и до нас дошедшие, по части живописи, скульптуры, резьбы на камнях, медальерного искусства, архитектуры и проч. У нас это слово означает только древние произведения скульптуры, как то: статуи, бюсты, барельефы, также вазы, медали, монеты и разные камни».
В. В. Виноградов указывает, что ответвлением этого значения слова стало другое, более узкоспециальное — так именовали и геммы.
Собрания античных артефактов XVIII—XIX веков в русской культуре могли именовать именно «антиками», так, хорошо известен «Зал Антиков императрицы Марии Федоровны» в Михайловском замке (ныне ГРМ), зал антиков в усадьбе «Архангельское»; грот, он же Утренний зал или Зал антиков в Царскосельском парке. Галерея антиков (музей антиков) имелась в Императорской академии художеств, статуи в ней были необходимы в учебных целях. Коллекционеры XVIII века, в частности Иван Шувалов и Николай Юсупов, собирали «коллекции антиков». «Коллекция антиков» имелась в Эрмитаже.

### Арго
Также Виноградов уточняет, что «уже к концу XVIII — началу XIX в. слово анти́к (а в менее образованной среде и с ударением на первом слоге — а́нтик) вышло за пределы языка искусства или любителей искусства. Оно стало применяться в более общем смысле ко всему, носящему отпечаток старины, между прочим и к человеку старомодному, архаическому, чудаку». И. Ф. Наумов в «Дополнениях и заметках к Толковому словарю Даля» указал профессиональное значение слова антик у торговцев: «Товар самого лучшего сорта; также редкий по качеству в торговле». Так, одну из своих книг, посвященных чудакам, Николай Лесков назвал «Печерские антики».

## В культуре
- Стихотворение А. Майкова «Антики»